# Ministri per il coordinamento della protezione civile della Repubblica Italiana
I ministri per il coordinamento della protezione civile della Repubblica Italiana  si sono avvicendati dal 1981 al 1994, dal 1996 al 2001 e nuovamente dal 2022 in poi.
In precedenza, le relative funzioni erano state conferite al sottosegretario all'interno Giuseppe Zamberletti (dal 23 novembre 1974 al 12 febbraio 1976, nel Governo Moro IV; riconfermato fino 29 luglio 1976, col Governo Moro V, e fino al 15 settembre 1977, col Governo Andreotti III), assegnatario delle deleghe in materia di pubblica sicurezza, Corpo nazionale dei vigili del fuoco, Protezione civile e, dal 6 maggio 1976, di soccorsi del terremoto del Friuli; successivamente, Zamberletti ricoprì l'incarico di Commissario del Governo per il coordinamento della protezione civile e i soccorsi del terremoto dell'Irpinia (dal 23 novembre 1980 al 28 giugno 1981, col Governo Forlani).

## Lista
| Ministro | Ministro       | Ministro                         | Partito                                 | Governo          | Mandato          | Mandato          | Leg.           |
| Ministro | Ministro       | Ministro                         | Partito                                 | Governo          | Inizio           | Fine             | Leg.           |
| --- | -------------- | -------------------------------- | --------------------------------------- | ---------------- | ---------------- | ---------------- | -------------- |
| |                | Giuseppe Zamberletti (1933-2019) | Democrazia Cristiana                    | Spadolini I      | 28 giugno 1981   | 23 agosto 1982   | VIII           |
| Spadolini II | 23 agosto 1982 | Giuseppe Zamberletti (1933-2019) | Democrazia Cristiana                    | 1º dicembre 1982 |                  |                  | VIII           |
| |                | Loris Fortuna (1924-1985)        | Partito Socialista Italiano             | Fanfani V        | 1º dicembre 1982 | 4 agosto 1983    | VIII           |
| |                | Vincenzo Scotti (1933)           | Democrazia Cristiana                    | Craxi I          | 4 agosto 1983    | 26 marzo 1984    | IX             |
| |                | Giuseppe Zamberletti (1933-2019) | Democrazia Cristiana                    | Craxi I          | 26 marzo 1984    | 1º agosto 1986   | IX             |
| Craxi II | 1º agosto 1986 | Giuseppe Zamberletti (1933-2019) | Democrazia Cristiana                    | 18 aprile 1987   |                  |                  | IX             |
| |                | Remo Gaspari (1921-2011)         | Democrazia Cristiana                    | Fanfani VI       | 18 aprile 1987   | 29 luglio 1987   | IX             |
| Goria | 29 luglio 1987 | Remo Gaspari (1921-2011)         | Democrazia Cristiana                    | 13 aprile 1988   | X                |                  |                |
| |                | Vito Lattanzio (1926-2010)       | Democrazia Cristiana                    | De Mita          | X                | 13 aprile 1988   | 23 luglio 1988 |
| Andreotti VI | 23 luglio 1989 | Vito Lattanzio (1926-2010)       | Democrazia Cristiana                    | 13 aprile 1991   | X                |                  |                |
| |                | Nicola Capria (1932-2009)        | Partito Socialista Italiano             | Andreotti VII    | X                | 13 aprile 1991   | 28 giugno 1992 |
| |                | Ferdinando Facchiano (1927-2022) | Partito Socialista Democratico Italiano | Amato I          | 28 giugno 1992   | 29 aprile 1993   | XI             |
| |                | Nicola Mancino (1931)            | Democrazia Cristiana                    | Ciampi           | 29 aprile 1993   | 19 aprile 1994   | XI             |
| Attribuzioni trattenute presso la Presidenza del Consiglio dei ministri delegate a Sottosegretari alla Presidenza. |                |                                  |                                         |                  |                  |                  |                |
| |                | Giorgio Napolitano (1925-2023)   | Partito Democratico della Sinistra      | Prodi I          | 18 maggio 1996   | 21 ottobre 1998  | XIII           |
| |                | Rosa Russo Iervolino (1936)      | Partito Popolare Italiano               | D'Alema I        | 21 ottobre 1998  | 22 dicembre 1999 | XIII           |
| |                | Enzo Bianco (1951)               | I Democratici                           | D'Alema II       | 22 dicembre 1999 | 26 aprile 2000   | XIII           |
| Amato II | 26 aprile 2000 | Enzo Bianco (1951)               | I Democratici                           | 11 giugno 2001   |                  |                  | XIII           |
| Attribuzioni trattenute presso la Presidenza del Consiglio dei ministri delegate a Sottosegretari alla Presidenza. |                |                                  |                                         |                  |                  |                  |                |
| Protezione civile e politiche del mare                                                                             |                |                                  |                                         |                  |                  |                  |                |
| |                | Nello Musumeci (1955)            | Fratelli d'Italia                       | Meloni           | 10 novembre 2022 | in carica        | XIX            |